# Mistrovství světa v ledním hokeji 2003 (Divize III)
Mistrovství světa v ledním hokeji (Divize III) se probíhala ve dnech 3. dubna–6. dubna 2003 v novozélandském městě Auckland.

## Skupina
| Poř. | Země        | Z | V | R | P | Skóre | B |
| ---- | ----------- | - | - | - | - | ----- | - |
| 1.   | Nový Zéland | 2 | 2 | 0 | 0 | 14:3  | 4 |
| 2.   | Lucembursko | 2 | 1 | 0 | 1 | 7:10  | 2 |
| 3.   | Turecko     | 2 | 0 | 0 | 2 | 4:12  | 0 |

 Nový Zéland -  Turecko 7:1 (2:0, 2:1, 3:0)
3. dubna 2003 – Auckland
 Lucembursko -  Nový Zéland 2:7 (1:3, 0:3, 1:1)
5. dubna 2003 – Auckland
 Turecko -  Lucembursko 3:5 (1:1, 0:0, 2:4)
6. dubna 2003 – Auckland